# Y'a pas de réseau
Pour plus de détails, voir Fiche technique et Distribution.
Y'a pas de réseau est une comédie française réalisée par Édouard Pluvieux et sortie en 2025,.

## Synopsis
Serge et Chris sont venus dans les Pyrénées pour passer un week-end en amoureux, ou presque puisqu'ils sont accompagnés de leurs enfants respectifs. Le séjour paisible dans le lodge de rêve va devenir très mouvementé lorsque les enfants rencontrent Viking et Delta, malfrats de père en fils.

## Fiche technique
Sauf indication contraire, les informations mentionnées dans cette section peuvent être confirmées par les bases de données cinématographiques IMDb et Allociné,  présentes dans la section « Liens externes ».
- Titre original : Y'a pas de réseau
- Réalisation : Édouard Pluvieux
- Scénario : Édouard Pluvieux et Olivier Ducray
- Musique : Alexis Rault
- Décors : Mathieu Junot
- Costumes : Camille Rabineau
- Photographie : Julien Hirsch
- Son : Eddy Laurent, François Fayard et Thierry Lebon
- Montage : Maël Lenoir
- Production : Benjamin Demay, Mathieu Ageron, Maxime Delauney et Romain Rousseau
  - Coproduction : Ardavan Safaee, Mikael Govciyan et Nathalie Toulza-Madar
- Sociétés de production : Las Palmeras et Nolita Cinema
- Société de distribution : Pathé Films
- Pays de production :  France
- Langue originale : français
- Genre : comédie
- Durée : 80 minutes
- Dates de sortie :
  - France : 6 août 2025

## Distribution
- Gérard Jugnot : Viking
- Maxime Gasteuil : Delta
- Julien Pestel : Serge
- Manon Azem : Chris
- Roxane Barazzuol : Gabi
- Roman Angel : Jonas
- Bernard Farcy : Gendarme Bertrand
- Zabou Breitman : Jeanine Tutor
- Julien Santini : Gendarme Kylian
- Pierre Hubert : Gendarme Pierre
- Evelyne Bruniquel : la cliente de la gendarmerie
- Johnny Vegas : le sosie de Johnny Hallyday
- Muriel Bénazéraf : Gendarme Céline

## Production
Gérard Jugnot avait d'abord été pressenti pour le rôle du capitaine de gendarmerie, finalement tenu par Bernard Farcy, mais l'avait décliné en raison de la faible importance de ce rôle. Le scénario a été modifié pour faire des deux brigands un père et son fils et non deux frères, et lui confier ainsi le rôle de Viking, le père de Delta.
Le tournage s'est déroulé en 2024 dans les Hautes-Pyrénées, sur une durée de 35 jours.

## Bande originale
Liste des titres
| 1.    | Découverte                                       | 2:14 |
| 2.    | Jonas & Gabi                                     | 0:47 |
| 3.    | Le drone                                         | 1:42 |
| 4.    | Les baies vitrées                                | 2:03 |
| 5.    | Je ne suis pas ton frère                         | 0:28 |
| 6.    | Ils ont laissé un mot                            | 1:10 |
| 7.    | L'ours                                           | 2:32 |
| 8.    | Les truffes                                      | 1:43 |
| 9.    | Y'a pas de réseau                                | 2:03 |
| 10.   | Mon papa à moi est un gangster (Version Chorale) | 2:12 |
| 16:54 |                                                  |      |

## Accueil

### Critique
En France, le site Allociné propose une moyenne de 2,5⁄5, d'après l'interprétation de 6 critiques de presse et une moyenne de 2,4⁄5 sur la critique spectateurs.

### Box-office
| Pays ou région | Box-office      | Date d'arrêt du box-office | Nombre de semaines |
| -------------- | --------------- | -------------------------- | ------------------ |
| France         | 165 488 entrées |                            | 1                  |
| Total mondial  |                 | -                          | -                  |